# 英国勅許鑑定士
英国勅許鑑定士（えいこくちょっきょかんていし、英: Chartered Surveyor）は、イギリスの評価・測定及び測量の資格称号である。

## 概要
英国勅許鑑定士は不動産の専門家であり、種々の財産関連の問題に公平かつ専門的なアドバイスを提供をする。

## 受験資格
英国勅許鑑定士になるには、英国王立勅許鑑定士協会(RICS)により認定された学位を取得し専門能力評価に合格することで入会資格を満たす必要がある。
なお日本においては、不動産鑑定士 ・建築コスト管理士 ・不動産証券化協会認定マスター ・不動産カウンセラー の有資格者は、一定の手続きを経れば個人正会員（ＭＲＩＣＳ）として、直接入会することが可能である。

## 取得後の称号
英国勅許鑑定士(Chartered Surveyor) の後ろにMRICSまたはFRICSと付記することが許可される。
＊MRICSとはMenber of RICS、FRICSとはFellow of RICSを意味している。

## 沿革
産業革命後における英国の近代化、都市化に貢献した49名のサーベイヤー（鑑定士）によって、1868年6月、ロンドンにRICSの前身である”Institution of Surveyors”（鑑定士協会）が設立された。
1881年8月にはヴィクトリア女王からRoyal Charter（勅許）を与えられ、会員は"chartered surveyor" （勅許鑑定士）と称することになった。